# Ungdomsregler inom friidrott i Sverige
Ungdomsregler inom friidrott i Sverige skiljer sig något från de internationella reglerna.

## Löpning[1]
- 60 m (Inomhus för alla åldersgrupper, utomhus för ≤13 år)
- 80 m (Utomhus för 14-15 år)
- 100 m (Utomhus för ≥16 år)
- 200 m (Inomhus för ≤15 år och för ≥23 år, utomhus för ≤13 år och för ≥16 år)
- 300 m (Utomhus för 14-15 år)
- 400 m (Inomhus och utomhus för ≥16 år)
- 600 m (Utomhus för ≤13 år)
- 800 m (Inomhus för ≤13 år och för ≥23 år, utomhus för ≥14 år)
- 1000 m (Inomhus för 14-15 år)
- 1500 m (Inomhus och utomhus för ≤13 år och för ≥16 år)
- 2000 m (Utomhus för 14-15 år)
- 3000 m
- 5000 m
- 10 000 m
- Halvmarathon
- Marathon

- 60 m häck (Inomhus för alla åldersgrupper, utomhus för ≤13 år)
- 80 m häck (Utomhus för 14-15 år)
- 100 m häck (Utomhus för flickor ≥16 år)
- 110 m häck (Utomhus för pojkar ≥16 år)
- 200 m häck (Utomhus för ≤13 år)
- 300 m häck (Utomhus för 14-17 år)
- 400 m häck (Utomhus för ≥18 år)
- 1500 m hinder (Utomhus för pojkar 14-15 år och flickor 14-17 år)
- 2000 m hinder (Utomhus för pojkar 16-22 år och flickor 18-22 år)
- 3000 m hinder (Utomhus för ≥23 år)

## Mångkamper
Inomhus:
- P12 och P13: 60 m häck, Längd, Kula, Höjd
- P14 och P15: 60 m, Stav, Längd, 60 m häck, Höjd, Kula, 600 m
- P16 och P17: 60 m, Stav, Längd, 60 m häck, Höjd, Kula, 800 m

- F12 och F13: 60 m häck, Höjd, Längd, Kula
- F14, F15, F16 och F17: 60 m häck, Höjd, Kula, Längd, 600 m

Utomhus
- P12 och P13: 60 m häck, Längd, Boll, Höjd, 600 m
- P14 och P15: 100 m häck, Diskus, Stav, Spjut, Längd, Kula, Höjd, 800 m
- P16 och P17: 110 m häck, Diskus, Stav, Spjut, 300 m, 100 m, Längd, Kula, Höjd, 1000 m

- F12 och F13: 60 m häck, Höjd, Boll, Längd, 600 m
- F14 och F15: 80 m häck, Höjd, Kula, Längd, Spjut, 600 m
- F16 och F17: 100 m häck, Höjd, Kula, 200 m, Längd, Spjut, 800 m

## Hopp[1]
- Höjdhopp (Alla åldrar, samma regler)
- Längdhopp (≤13 år: 1 meters avstampszon, avstamp kan göras var som helst i zonen; ≥14 år: planka)
- Stavhopp (Alla åldrar, samma regler)
- Tresteg (≤13 år: 1 meters avstampszon, avstamp kan göras var som helst i zonen; ≥14 år: planka)

## Kast[1]
- Kula (Pojkar: ≤13 år: 3 kg; 14-15: 4 kg; 16-17: 5 kg; 18-19 år: 6 kg; ≥20 år: 7,26 kg) (Flickor: ≤13 år: 2 kg, 14-17 år: 3 kg; ≥18 år: 4 kg)
- Spjut (Pojkar: ≤13 år: 400 g; 14-15 år: 600 g; 16-17 år: 700 g; ≥18 år: 800 g) (Flickor: ≤13 år: 400 g; 14-17 år: 500 g; ≥18 år: 600 g)
- Diskus (Pojkar: ≤13 år: 0,6 kg; 14-15 år: 1,0 kg; 16-17 år: 1,5 kg; 18-19 år: 1,75 kg; ≥20 år: 2,0 kg) (Flickor: ≤13 år: 0,6 kg; 14-15 år: 0,75 kg; ≥16 år:1,0 kg)
- Slägga (Följer samma vikter som kula)

## Skillnader mot de internationella reglerna
- I löpningsgrenarna följer de internationella reglerna de svenska reglerna med undantag för hinderlöpningen där man i Sverige springer 1 500 m hinder mellan 14 och 15 år till skillnad för 2 000 m hinder internationellt.
- Hoppgrenarna följer samma regler i Sverige som internationellt.
- Kastgrenarna följer samma regler i Sverige som internationellt.